# Epinannolene caeca
Epinannolene caeca är en mångfotingart som beskrevs av Loomis 1964. Epinannolene caeca ingår i släktet Epinannolene och familjen Epinannolenidae. Inga underarter finns listade i Catalogue of Life.